# 木曽川町
木曽川町（きそがわちょう）は、かつて愛知県葉栗郡にあった町。2005年（平成17年）に一宮市に編入され、現在の木曽川町連区にあたる。

## 地理
愛知県の西北端に位置し、西を流れる木曽川を境界に岐阜県と接する。
名古屋市と岐阜市の間に位置し、JR東海道線や名鉄名古屋本線が南北に縦断している。また、北東部に名岐バイパス（国道22号）が通り、一宮市との境界付近に東海北陸自動車道一宮木曽川インターチェンジがある。
冬には伊吹おろしが吹く。
- 河川：木曽川

## 歴史

### 町村制施行
1889年（明治22年）の町村制施行に際して町村合併が行われた。後の木曽川町域では、黒田村・門間村・内割田村・外割田村・三ツ法寺村・曽根村が合併して黒田村となり、里小牧村と玉ノ井村はそれぞれ単独で村と成した。
黒田村はその後、1894年（明治27年）に黒田町となった。

### 木曽川町の成立
1906年（明治39年）にも大規模な町村合併が行われ、後の木曽川町域となった。黒田町（大字曽根を除く）・里小牧村・玉ノ井村が合併して黒田町となり、大字曽根の区域は北方村と合併して北方村となった。黒田町会の議事録によればこれらの合併は愛知県の諮問を受けてのものであった。そのため、玉ノ井では中島郡奥町への編入を望む住民の声が多く、翌1907年3月に町会で調査・論議が行われたが、最終的に否認されている。
町名を「木曽川町」としたのはその後の1910年（明治43年）のことである。1906年の合併時に合併町村間の融和を図るため町名変更が話題に挙がったが実現せず、木曽川の架橋工事（木曽川橋）完成を前に再度議題に上った。町名は商工業に利があるとして東海道本線木曽川駅と同じ「木曽川」とされた。駅名は岐阜駅との間に流れる木曽川に由来し、木曽川は町と岐阜県の境界である。なお、木曽川の源流を擁する長野県木曽地域や対岸の岐阜県にあると間違えられやすかった。

### 一宮市への編入
太平洋戦争後の合併に際しては周辺の今伊勢町・奥町・北方村が一宮市に編入されたが、木曽川町は単独の町として存続した。このため、木曽川町は逆コの字型に一宮市に囲まれる形となった。同じ理由で愛知県の教育委員会の「管内」では江南市・犬山市などと同じ丹葉地区（丹羽郡・葉栗郡地区）の飛び地となっていた。町内唯一の木曽川中学校は分割されることなく、管内最大級の中学校であった。
「木曽川町が一宮市及び尾西市と合併することの可否に関する住民投票」が、2004年7月15日に告示され、2004年7月25日に投開票された。愛知県内で初めての、住民の直接請求による合併に関する住民投票で、賛成8,040票、反対7,622票という結果となり、町長と議会は条例に従い投票結果を尊重。2004年8月30日、『いちのみや安全なまちづくり推進協議会』が発足した。合併に伴い、教育委員会の管内は一宮に移管した。なお木曽川中学校は合併後も学区の再編はされておらず、一宮市最多の生徒数（約1,000人）の中学校である。

### 年表
- 1886年（明治19年）6月 - 木曽川停車場開業[12]。
- 1889年（明治22年）10月1日 - 葉栗郡曽根村・黒田村・門間村・内割田村・外割田村・三ッ法寺村が合併し黒田村となる[6]。
- 1891年（明治24年）10月28日 - 濃尾地震により、約9割の住家が全壊するなど甚大な被害を受ける[13]。
- 1894年（明治27年）12月27日 - 黒田村が黒田町となる[6]。
- 1906年（明治39年）5月10日 - 北方村と黒田町大字曽根が合併して改めて北方村に、黒田町・里小牧村・玉ノ井村が合併して改めて黒田町となる[7]。
- 1910年（明治43年）2月11日 - 黒田町が木曽川町に改称[14]。
- 1960年（昭和35年）12月20日 - 町章を制定する[15]。
- 2000年（平成12年）9月11日 - 翌日にかけての東海豪雨で、床上浸水1件、床下浸水29件の被害が出た。
- 2005年（平成17年）4月1日 - 尾西市と共に一宮市に編入される。

## 行政
- 町長：山口昭雄

## 経済
日本全体と同じく繊維産業が衰退し、繊維工場や機屋は減少した。1997年（平成9年）に一宮木曽川インターチェンジが完成すると、付近には倉庫業や運送業の施設が多くなり、田畑・県下最大の生産量を誇ったタマネギボウズ畑は、住宅や商業施設へ変わっている。アピタ木曽川店、イオンモール木曽川、平和堂木曽川店といった大型商業施設があり、イオンモール木曽川には一宮市唯一のシネコンであるTOHOシネマズ木曽川がある。

### 娯楽
- 帝国劇場 - 映画館[16]。
- 木曽川銀座劇場 - 映画館[16]。
- 木曽川東映 - 映画館[16]。

## 姉妹都市
- 萩原町（岐阜県） - 1993年から萩原町で開催されていた「飛騨川水サミット」をきっかけに交流を開始[17]。
  - 2000年（平成12年）4月30日 - 姉妹都市提携[17]。

## 教育
木曽川町に高等学校はなかった。愛知県立木曽川高等学校は木曽川町ではなく尾西市に所在した。

### 中学校
- 木曽川町立木曽川中学校

### 小学校
- 木曽川町立木曽川東小学校
- 木曽川町立黒田小学校
- 木曽川町立木曽川西小学校

## 交通

### 鉄道

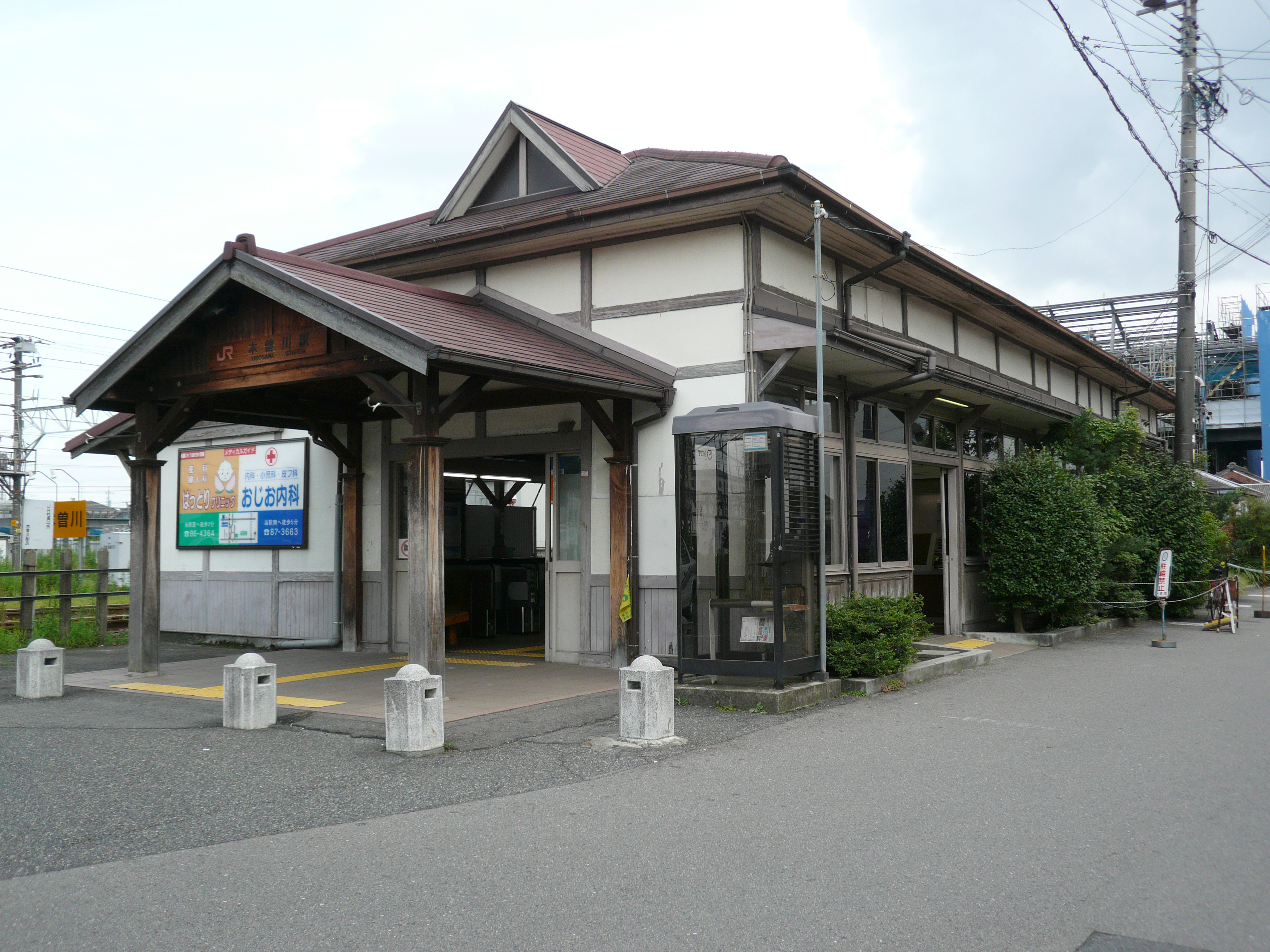
木曽川駅（2007年8月）

中心駅はJR木曽川駅と名鉄新木曽川駅。利用者数は名鉄の方が若干多い。名古屋や岐阜まではJRの方が運賃、所要時間とも有利だが列車の停車本数は名鉄の方が多い。
- JR東海
  - 東海道本線：木曽川駅
- 名古屋鉄道
  - 名古屋本線（通称：名鉄本線）：新木曽川駅 - 黒田駅
  - 尾西線：玉ノ井駅

### 道路

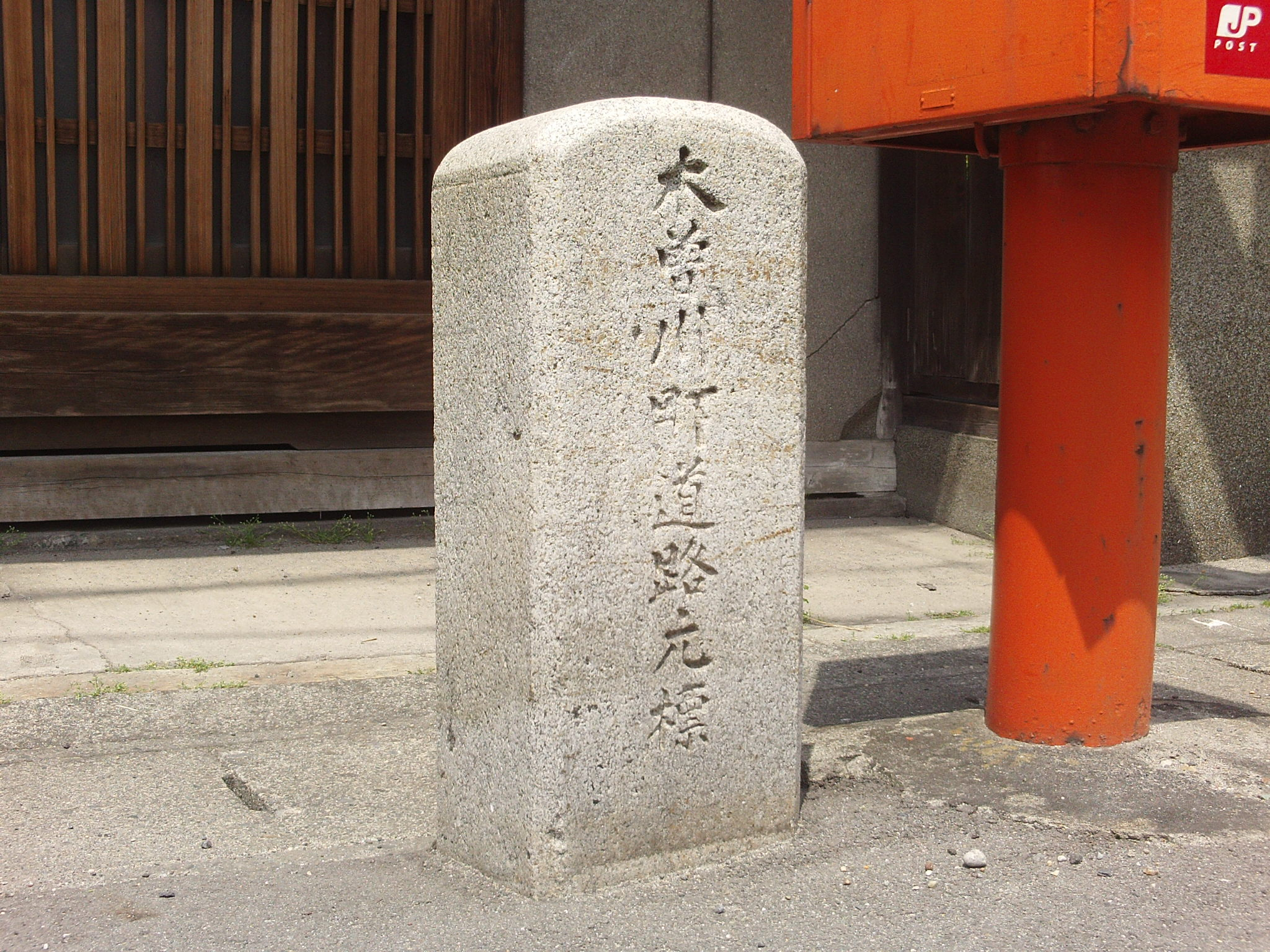
木曽川町道路元標

比較的南北の道路は整備されているのに対して、東西の交通は整備が遅れている。東海北陸自動車道と並行する愛知県道148号萩原三条北方線以外の道路は、鉄道と平面交差している。
高速道路
- 東海北陸自動車道：一宮木曽川IC（所在地は隣接する一宮市）

一般国道
- 国道22号名岐バイパス

主要地方道
- 愛知県道14号岐阜稲沢線

一般県道
- 愛知県道147号西萩原北方線
- 愛知県道148号萩原三条北方線
- 愛知県道175号江南木曽川線
- 愛知県道181号光明寺木曽川停車場線
- 愛知県道190号名古屋一宮線
- 愛知県道193号大垣江南線 - 木曽川対岸の羽島市に向けて尾濃大橋が架かる。

## 通信

### 郵便
- 木曽川郵便局

### ケーブルテレビ
- アイ・シー・シー

## 電気・ガス
木曽川町では、電気は中部電力株式会社、都市ガスは東邦瓦斯株式会社（東邦ガス）がそれぞれ供給していた。
町内で最初に電気の供給を開始したのは一宮町（現：一宮市）に本社を置いていた一宮電気である。同社により1913年（大正2年）2月に電灯の供給が開始された。以後町内では順次電灯が普及し、産業界でも織物工場を中心に電化が進んでいった。町内の電気事業はその後合併により大手の東邦電力に引き継がれ、戦時下の配電統制のため1942年（昭和17年）に中部配電に移管。戦後1951年（昭和26年）に中部電力に再移管されて現在に至っている。
都市ガス供給の開始は戦後で、一宮市内で大正時代からガス供給を行っていた東邦瓦斯により、1962年（昭和37年）11月に開始された。

## 衛生

### 医療
- 木曽川町立木曽川病院（現：一宮市立木曽川市民病院）

## 名所・旧跡・観光スポット・祭事・催事
- 一豊まつり（8月上旬）（主催：木曽川町）
- 木曽川町消費生活展（10月下旬）（主催：木曽川町）
- 商工まつり（11月上旬）（主催：木曽川町商工会）
- ジョギング&歩け歩け大会（12月上旬）（主催：木曽川町・木曽川町教育委員会）
- 黒田城城址
- すずめのお宿
- 郷土資料館
- 川合玉堂生誕碑
- 沢井公屋敷跡
- 山内盛豊、十郎父子の墓
- 法蓮寺
- 加茂神社

## 出身有名人
- 山内一豊（戦国大名）
- 川合玉堂（日本画家）
- 山口恵照（哲学研究者）
- 田中恭一（メニコン創設者）
- 丹下桜（声優）
- 葛谷由香里（2005年ミス・ユニバース・ジャパン）